# Mark Damon Espinoza
Mark Damon Espinoza (ur. 24 czerwca 1960 w Beaumont) – amerykański aktor telewizyjny i filmowy pochodzenia hiszpańskiego.
Urodził się i dorastał w Beaumont w stanie Teksas. Uczył się w Circle in the Square Theatre School w Nowym Jorku. Po debiucie na kinowym ekranie w filmie Ścigany (The Fugitive, 1993), w latach 1993–1995 występował jako Jesse Vasquez w operze mydlanej Beverly Hills, 90210.

## Filmografia

### Seriale TV
- 1994–1995: Beverly Hills, 90210 jako Jesse Vasquez
- 1995: Świat według Bundych jako Carlos
- 1996: Karolina w mieście jako lekarz
- 1996: Świat według Bundych jako Carlos
- 2002: Nowojorscy gliniarze (NYPD Blue) jako Alberto Cepeda
- 2002: Gliniarze bez odznak jako Eber Montalvo
- 2003: Bez skazy jako Ron
- 2004: JAG jako bosman pierwsza klasa Joe Dakey
- 2005: Agenci NCIS jako szeryf Deke Lester
- 2005: Wzór (Numbers) jako Frank Lopez
- 2007: Pod osłoną nocy jako ks. Garza
- 2008: Żar młodości jako agent Roberto Aguilar
- 2008: Bez śladu jako sierżant Aguilera
- 2008: Mentalista (The Mentalist) jako Ed MacVicar
- 2010: Dr House jako Stan
- 2010: Castle jako prof. Stevenson
- 2010: Dni naszego życia jako sędzia pokoju
- 2011: Prywatna praktyka (Private Practice) jako Richard Huvane
- 2012: Anatomia prawdy jako Antonio Diaz
- 2013: Agenci NCIS: Los Angeles jako detektyw Lopez
- 2013: American Horror Story jako Jorge
- 2014: Pułapki umysłu jako Victor
- 2015–2016: Moda na sukces (The Bold & The Beautiful) jako dr Wolin
- 2016: Mroczne zagadki Los Angeles jako ksiądz
- 2016: Podejrzany (Secrets & Lies) jako Henry Stratman

### Filmy fabularne
- 1993: Ścigany (The Fugitive) jako mieszkaniec
- 1995: Terror in the Shadows jako detektyw Alonso
- 2010: Gerald jako policjant